# 1900 en Lorraine
Chronologie de la Lorraine
- 1896
- 1897
- 1898
- 1899
- 1900
- 1901
- 1902
- 1903
- 1904

Cette page est une liste d'événements qui se sont produits durant l'année 1900 en Lorraine.

## Événements

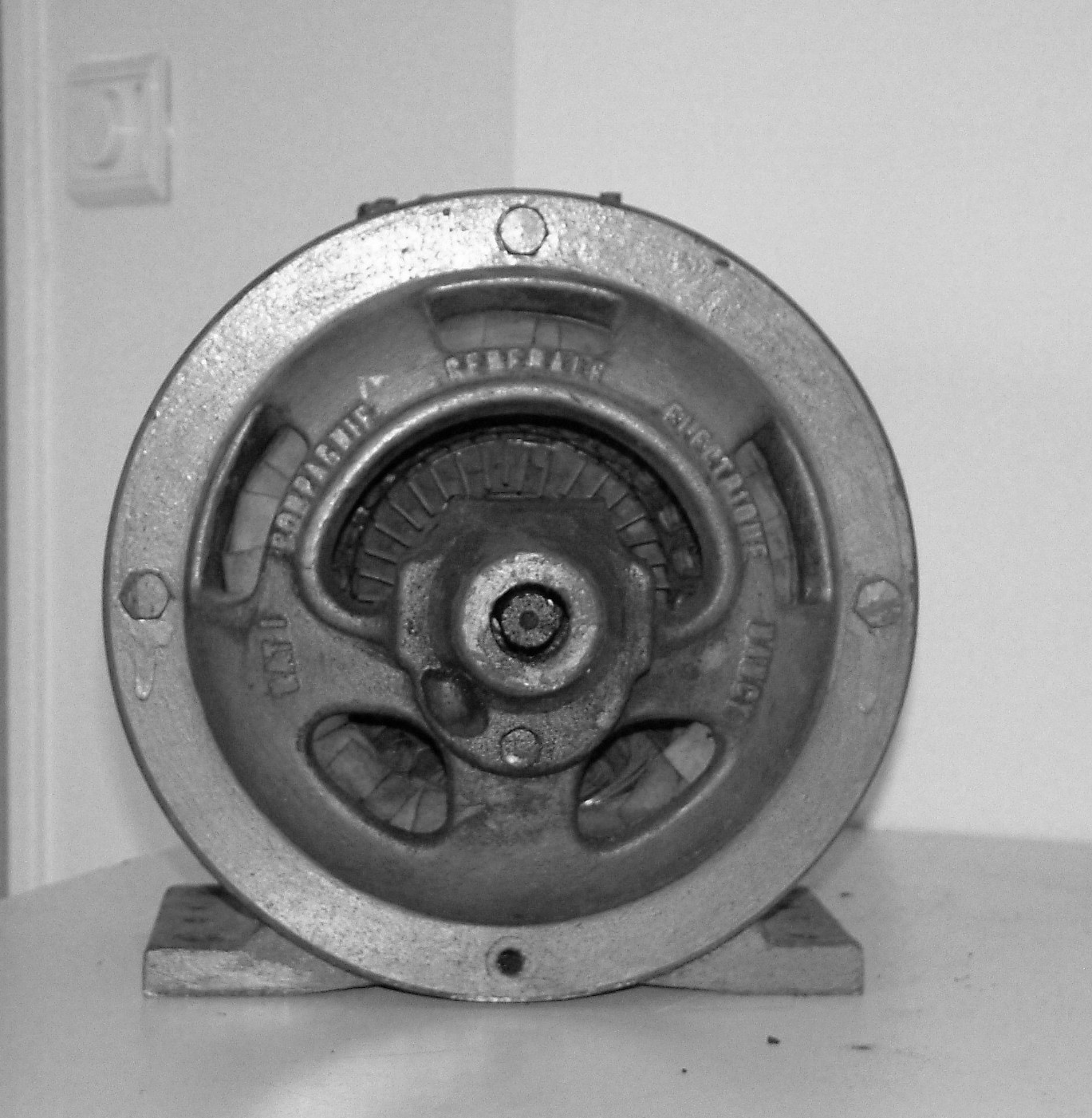
Moteur asynchrone à cage de la Compagnie Générale Electrique Nancy du 1er modèle.

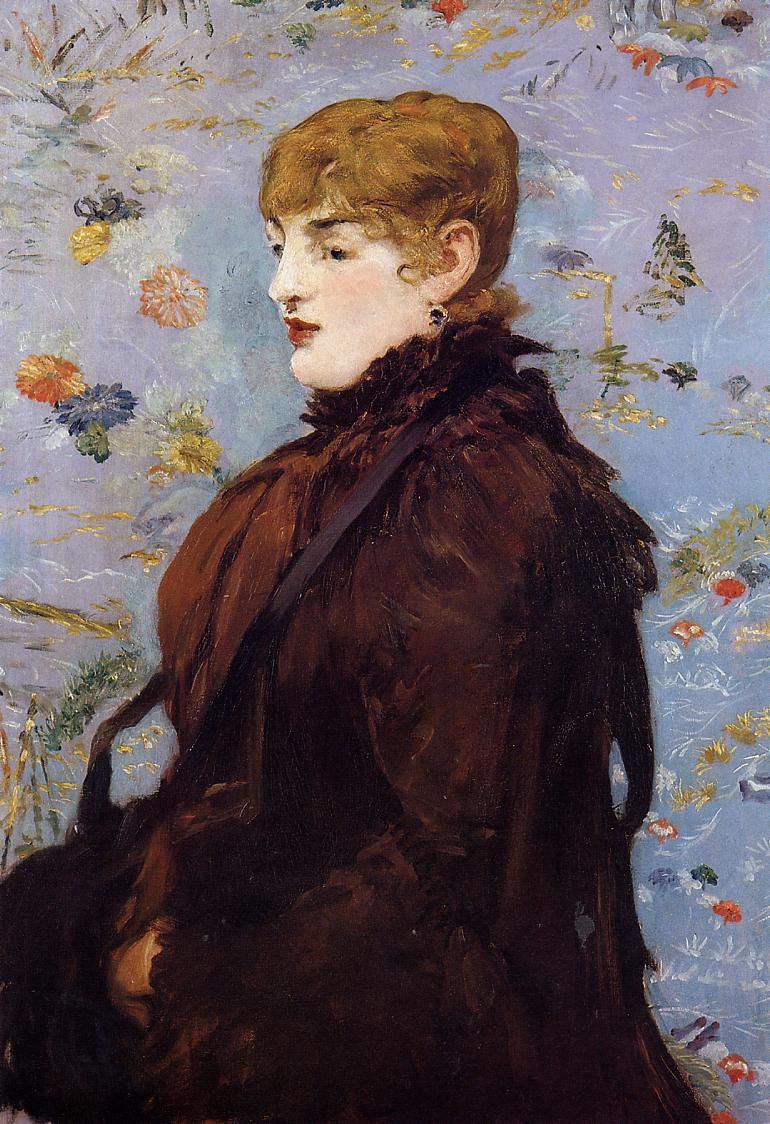
Automne, Méry Laurent, Edouard Manet

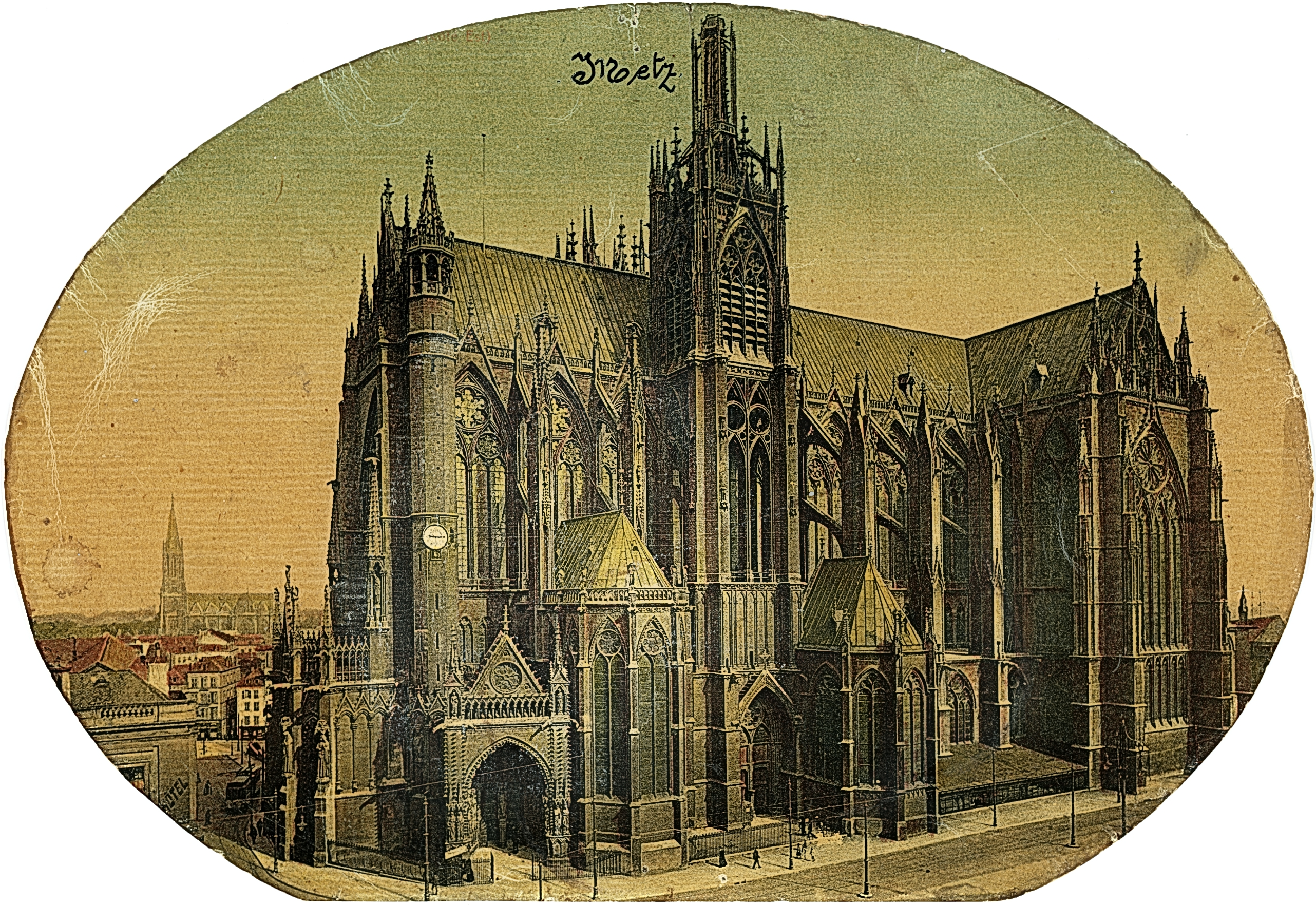
La Cathérale de Metz vers 1900

- La CGE acquiert l'ancien moulin de Frouard pour y produire des accumulateurs French-Willard utilisés par le tramway de Nancy[1].
- Couronnement de la carrière d'Émile Gallé : deux grands prix, une médaille d'or. Rose Wild, sa collaboratrice, obtient une médaille de bronze à l'Exposition universelle. Il est élevé au grade de commandeur de la Légion d'honneur et, le 19 mai, il est admis à l'Académie de Stanislas de Nancy. Il y effectue un discours de réception sur le décor symboliste[2].
- Mines :
  - Le second puits du siège 1 de Creutzwald, le puits Jules, est creusé en 1900[3].
  - Ouvertures de la mine d'Amermont à Bouligny, de la Mine d' Ottange I et de celle d' Ottange III[4].

- 1er janvier : le Code civil allemand (Bürgerliches Gesetzbuch) entre en vigueur[5]. Il s'applique également à la partie de la Lorraine annexée en 1871[6]..
- Août : La Lorraine est le premier d’une série de deux navires, le second étant La Savoie. C’est, à l’époque, le plus grand paquebot français. Sa carrière fut entachée très tôt par plusieurs avaries techniques et par quatre abordages. Il fut mis en service en août 1900 sur la ligne Le Havre—New York.
- Albert Lebrun, est élu député de la circonscription de Briey contre François de Wendel, il est le plus jeune parlementaire de France.
- 19 octobre : création de l'arboretum d'Amance par Lucien Daubrée (1844-1921), directeur général des Eaux et Forêts, près de le hameau de La Bouzule qui était alors relié à la gare de Nancy par un chemin de fer d'intérêt local. Ce sont 16ha 98 qui sont repris à la forêt domaniale mais c'est seulement sur 10ha19 qu'est débuté l'arboretum[7]..
- 26 novembre : à son décès, Méry Laurent, demi mondaine, cocotte et muse de plusieurs artistes de renom, née à Nancy en 1849, lègue son portrait allégorique de l'Automne (tableau de Manet commencé en 1882), au musée des beaux-arts de Nancy[8].

## Inscriptions ou classements aux titre des monuments historiques
- Dans les Vosges : Hôtel de ville de Rambervillers[9]

## Naissances

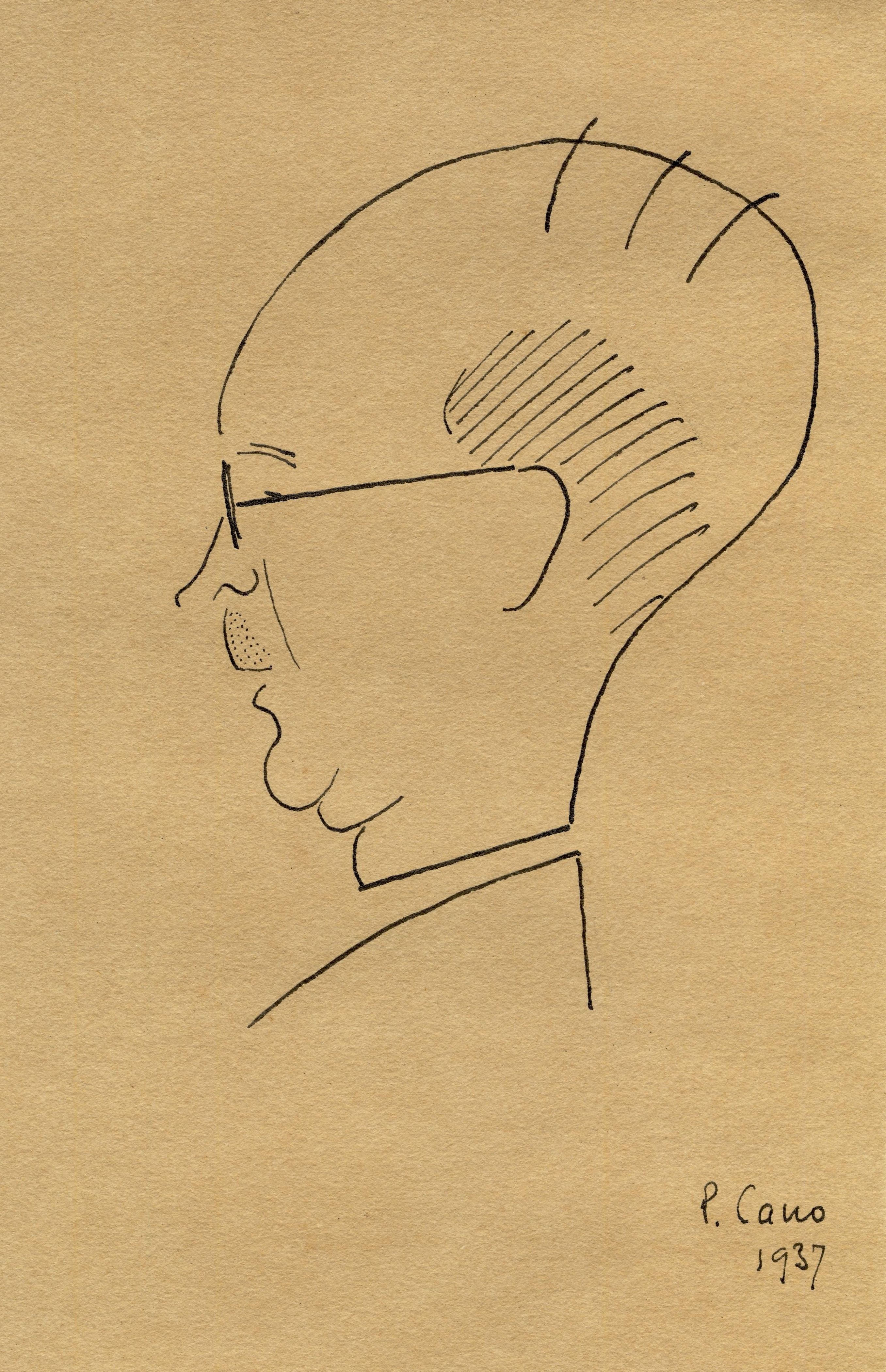
Fernand François par Cano

- 29 janvier  à Remiremont : Jean Charles François Rodhain[10] , mort le 1er février 1977 à Lourdes, prêtre catholique français, premier Secrétaire général du Secours catholique tel qu'il existe depuis 1946[11] (de 1946 à 1977) et, en son sein, le fondateur de la première cité qui sera rejointe par d'autres cités avant de devenir l'Association des cités du Secours catholique en 1990.
- 10 février à Metz : Gabriel Pellon (décédé le 28 décembre 1975 à Munich), peintre, décorateur et scénographe allemand.
- 22 février à Houdelaincourt : Aline Simone Noro, dite Line Noro, morte le 4 novembre 1985 dans le 13e arrondissement de Paris[12], actrice française.
- 4 mars, à Toul : René Octave Xavier Génin est un officier français, mort pour la France en Syrie le 17 juin 1941.
- 26 mars à Stiring-Wendel : Nicolas Untersteller, mort le 18 décembre 1967 à Paris est un peintre français.
- 1 avril à Nancy : Fernand François, décédé le 23 mai 1991 (à 91 ans) à Fontenay-aux-Roses,  écrivain français, auteur de nouvelles policières et de science-fiction.
- 15 avril à Épinal : Roger Gardet, mort le 27 février 1989 à Fréjus (Var), militaire français, un des premiers ralliés à la France libre durant la Seconde Guerre mondiale, Compagnon de la Libération par décret du 23 juin 1943.
- 24 avril à Longwy : Gaston Féry , mort le 29 novembre 1985 à Paimpol, athlète français spécialiste du 400 mètres.
- 9 mai à Saint-Mihiel : Patrick O'Reilly, mort le 6 août 1988 à Paris 14e, prêtre, religieux mariste et ethnologue français, chargé de l’organisation du Musée Gauguin à Tahiti.
- 21 mai à Nancy : Charles Geismar, dit « Charles Gesmar », mort le 27 février 1928 à Paris VIIIe, est un affichiste et costumier français.
- 30 mai au Val-d'Ajol : Léo Durupt, né René Léopold Durupt , mort le 11 décembre 1966, photographe et un résistant français pendant la Seconde Guerre mondiale.
- 11 juillet à Toul : Suzanne Kricq, née Marguerite Suzanne Françoise Farnier , décédée le 3 juin 1944 à Saint-Dizier-l'Évêque, dite Régina, résistante française durant la Seconde Guerre mondiale.
- 25 août à Metz : Kurt von Fritz (décédé le 16 juillet 1985 à Feldafing) est un philologue allemand[13]. Il est l'auteur de nombreux ouvrages sur la civilisation grecque[14].
- 9 septembre à Metz : Carl Ludwig Schmitz, sculpteur germano-américain[15]. Il fut actif à New York entre 1925 et 1967.
- 17 octobre à Uzemain : Maurice Poirot, mort le 24 janvier 1981 à Cleurie, homme politique français.
- 26 octobre à Thionville : Joseph Schneider (décédé le 7 juin 1986 à Bonn), juriste allemand. Il fut le premier président de la Cour fédérale allemande du contentieux social.
- 5 novembre à Sarreguemines : Anton Johann Huppertz (décédé à  Marostica, le 1er mai 1945), scénariste et réalisateur allemand[16].
- 23 novembre à Saint-Dié-des-Vosges : Madeleine Léo-Lagrange, née Weiller, morte le 12 avril 1992 à Paris, femme politique française.
- 15 décembre, à Neufchâteau (Vosges) : Pierre Eugène Alexandre Marot, mort le 28 novembre 1992 à Paris, est un historien médiéviste français, directeur de l'École nationale des chartes. Il était membre de l'Institut.

## Décès
- 10 avril à Pont-à-Mousson : Peter Adt dit Le Maréchal en avant, naturalisé français en 1865 Pierre Adt, né le 8 septembre 1820 à Ensheim, maire de Forbach de 1865 à 1871.
- 8 juillet à Nancy : Joseph Ernest Joba (1836-1900), intendant militaire français. Il fut directeur du service de l’intendance du 3e corps d’armée sous la IIIe République.
- 28 septembre à Nancy : François Auguste Bruckner, homme politique français né le 8 février 1814 à Strasbourg (Bas-Rhin)[17].
- 26 octobre à Boulay-Moselle : Étienne Dalstein (1834-1900[18],[19]), facteur d'orgue français du XIXe siècle.
- 12 novembre à Norroy-le-Sec : Jules Sommeillier, homme politique français né le 8 août 1856 à Montmédy .
- 3 décembre à Malzéville, château de Pixerécourt : Ferdinand Alfred O'Gorman né à Paris en 1825, propriétaire terrien français, rentier et défenseur de la foi catholique.
- 30 décembre à Ludres : Jean-Baptiste Voirnot, prêtre lorrain, né à Moivrons le 29 avril 1844, apiculteur, promoteur de l'apiculture moderne et inventeur de la ruche Voirnot encore largement utilisée de nos jours.